# ألبرت ساج
ألبرت ساج هو سياسي أمريكي، ولد في 16 أغسطس 1755 في Portland, Connecticut ‏ في الولايات المتحدة، وتوفي في 20 يناير 1834. نشط حزبياً في الحزب الجمهوري الديمقراطي. وقد انتخب عضو مجلس النواب الأمريكي ‏.